# Tavannes (Berne)
Pour les articles homonymes, voir Tavannes.
 (octobre 2021).
Si vous disposez d'ouvrages ou d'articles de référence ou si vous connaissez des sites web de qualité traitant du thème abordé ici, merci de compléter l'article en donnant les références utiles à sa vérifiabilité et en les liant à la section « Notes et références ».
Tavannes est une commune suisse du canton de Berne, située dans l'arrondissement administratif du Jura bernois.

## Géographie
Tavannes se situe à 15 km à vol d'oiseau de Moutier et à 10 km de Bienne. Elle est la plus grande localité de la vallée de Tavannes, anciennement appelée l'Orval.
La commune se situe entre le plateau de la Tanne, sur la montagne du Droit, le Montoz au sud et la forêt de Chaindon au nord.

### Source de la Birse
La source de la Birse est située à 765 m d'altitude, au pied du flanc nord de Pierre-Pertuis. Elle est de type vauclusienne puisque ses eaux proviennent d’une circulation d’eau souterraine dans les roches calcaires. La source a un débit moyen compris entre 8000 et 10000 l/min avec une température constante de 8°C. Le débit le plus élevé est enregistré en 1975, avec 43000 l/min. Lors de la canicule de 2003, la source est quasiment tarie. Une partie de l’eau donne naissance à la rivière. L’autre est épurée grâce à un système d'ultra filtration, puis pompée vers deux réservoirs situés sur les hauts de Tavannes, d'où elle est distribuée à la population. Pour traverser le village de Tavannes, la Birse emprunte un canal souterrain aménagé au début des années 1920.

## Population et société

### Gentilé et surnoms
Les habitants de la commune se nomment les Tavannois,
Ils sont surnommés les Renards, lé Batche ou Batsches, soit les édentés en patois du Jura bernois, et les Tatouillards, soit ceux qui babillent.

### Évolution de la population
La commune compte 3 471 habitants au 31 décembre 2023 pour une densité de population de 235 hab/km2. Sur la période 2010-2019, sa population a augmenté de 2,6 % (canton : 6,1 % ; Suisse : 9,4 %).  

## Histoire

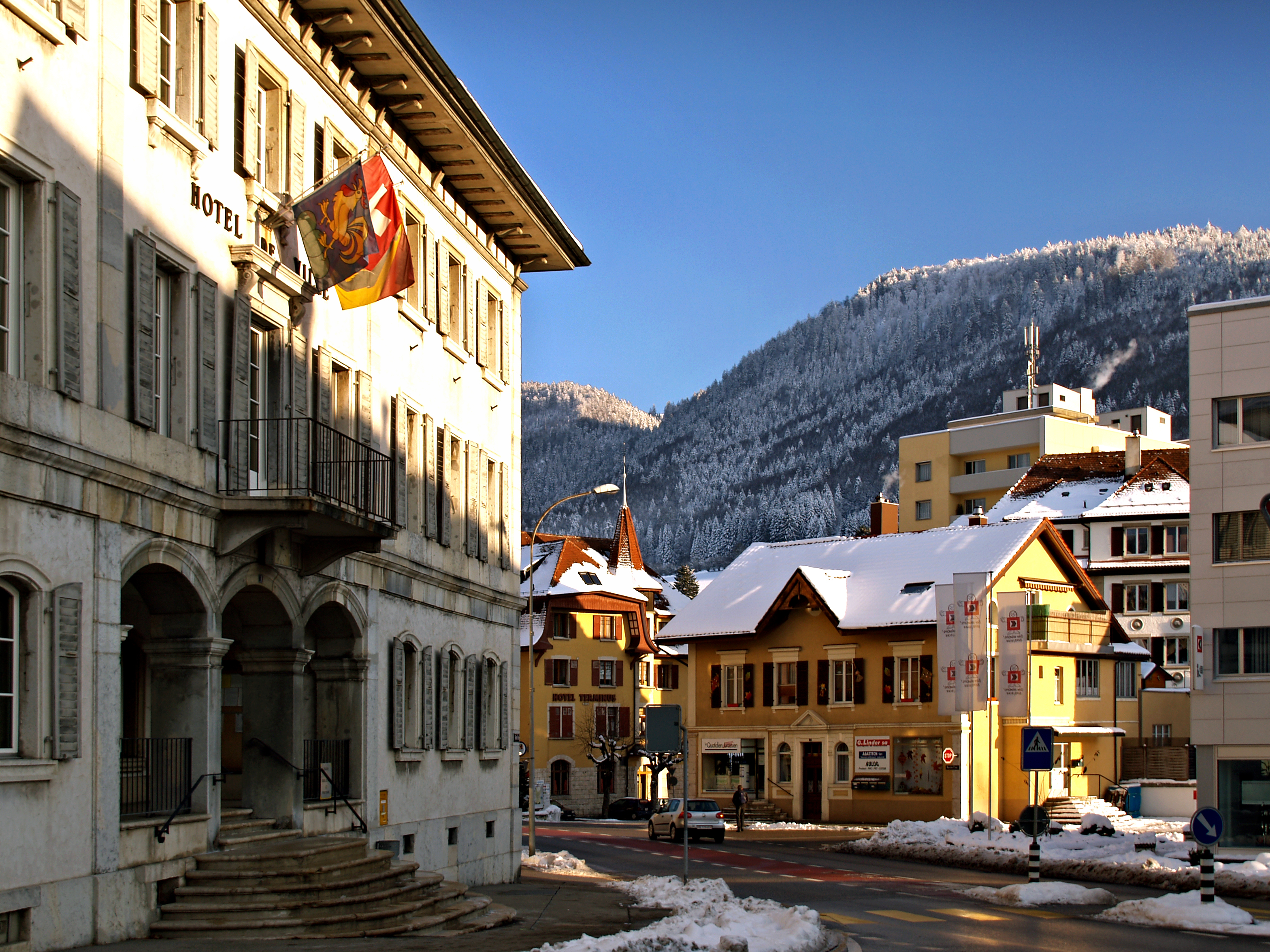
Hôtel de ville.

Photo aérienne prise à 900 m par Walter Mittelholzer (1930).

Pendant l'époque romaine, une voie menait d'Aventicum à Augusta Raurica en passant par Pierre Pertuis.
Appelée route romaine dans la région, la voie à ornières qui subsiste entre Tavannes et le plateau de la Tanne est un chemin médiéval. La datation au radiocarbone fait remonter sa construction au XVe siècle. Elle est creusée dans la roche calcaire avec un écartement de 100 à 110 cm. Elle est flanquée d’une rampe pour piétons entre les ornières, avec des marches taillées dans la roche.
Le village doit son nom au château (en grande partie détruit en 1499, lors de la guerre de Souabe) qui appartenait à la famille des Tavannes. La première mention écrite des Tavannes sous le nom Theisvenna remonte à l'année 866. Le nom a changé à plusieurs reprises : Tehisvenna (884), Tasvenne (967), Tasuenna (1181) ainsi que Thasvanne, Taffennas et Tasueno. Par un héritage, le nom de Tavannes a basculé vers la Bourgogne et la famille de Saulx (cf. l'article Gaspard de Saulx).
De 1797 à 1815, Tavannes fait partie de la France, au sein du département du Mont-Terrible, puis, à partir de 1800, du département du Haut-Rhin, auquel le département du Mont-Terrible fut rattaché. Par décision du congrès de Vienne, le territoire de l'ancien évêché de Bâle est attribué au canton de Berne en 1815.
Vers la fin du XIXe siècle, l'industrie horlogère prend un grand essor et c'est à Henri Frédéric Sandoz que l'on doit la construction de Tavannes Watch Co, qui produisit jusqu'à 4 000 montres par jour, avant de devenir Cyma Watch Co.

## Politique

### Exécutif
Le conseil municipal de Tavannes compte neuf membres élus pour quatre ans au suffrage universel. Le maire est élu au système majoritaire et les huit autres membres au système proportionnel.
Pour la législature 2018-2021, le conseil municipal est composé de trois membres de l'Union démocratique du centre (UDC), et deux membres du Parti libéral-radical (PLR), deux membres du Parti socialiste autonome (PSA) et un membre de Tavannes Avenir.
La durée des législatures était de trois ans jusqu'en 1957, année où cette durée est passée à quatre ans. Le nombre de conseillers municipaux a varié au cours des années. S'il est fixé à neuf depuis le 1er janvier 1978, il a oscillé entre neuf et treize auparavant.

#### Liste des maires de Tavannes
- 1921-1947 : Paul Schlup, Parti radical-démocratique (PRD)
- 1948-1969 : Jules Schlappach, PRD.
- 1970-1977 : Armand Gobat, Parti socialiste suisse (PSS).
- 1978-1989 : Franz Ochsenbein, PRD
- 1990-2001 : René Eicher, UDC
- 2002-2009 : Jean-Pierre Aellen, PSA
- 2010-2017 : Pierre-André Geiser, UDC
- Depuis 2018 : Fabien Vorpe, PLR

### Législatif
La commune de Tavannes ne dispose pas d'un parlement élu, mais d'une Assemblée municipale réunissant, au moins deux fois par année, en juin, l'ensemble des citoyens de la commune. Le bureau de l'Assemblée municipale - président, vice-président et secrétaire - est élu tous les quatre ans selon le système majoritaire.
Tavannes a disposé brièvement d'un parlement élu, nommé conseil général, dans les années 1950. Des élections ont eu lieu à deux reprises, en 1953 et en 1957. En 1960, les électeurs de Tavannes ont décidé de revenir au système d'Assemblée municipale qui était en vigueur jusqu'en 1953.

## Médias
- Radio Jura bernois, radio régionale du Jura bernois fondée en 1984, a son siège à Tavannes.

### Courrier de la Vallée de Tavannes
Le Courrier de la Vallée de Tavannes est fondé à Malleray par Henri Kramer en 1907. En 1910, l’Imprimerie Kramer déménage de Malleray à Tavannes. En 1912, le journal devient tri-hebdomadaire. En 1917, il est suspendu par le Département fédéral de justice et police à la suite d'un éditorial de Jules Schlappach considéré comme un appel à une intervention étrangère en Suisse. En 1996, il est racheté par les éditions Gassmann à Bienne. En 2003, il fusionne avec le Progrès, édité à Tramelan, pour devenir Le Progrès-Le Courrier. En 2016, l’hebdomadaire Le Progrès/Le Courrier disparait. Ses pages sont dès lors placées au cœur du deuxième cahier du Journal du Jura du vendredi.

## Transports
- Ligne ferroviaire Sonceboz-Sombeval – Moutier (– Solothurn)
- Terminus de la ligne Le Noirmont – Tramelan – Tavannes, sur les Chemins de fer du Jura ; siège de la Compagnie
- CarPostal Tavannes – Reconvilier – Bellelay – Lajoux – Les Genevez
- Autoroute A16 (Bienne-Boncourt)  18 (Tavannes)

## Sports

### La Juracime
La Juracime est une épreuve de course à pied créée en 1986, avec départ et arrivée à Tavannes. Biennale, elle se déroule durant le week-end de la Pentecôte sur les crêtes de l’Arc jurassien. Elle est généralement découpée en cinq étapes, dont l’une contre la montre. Le Bernois Albrecht Moser et la Vaudoise Annick Merot sont les premiers à inscrire leurs noms au palmarès de l’épreuve. La 20e édition se déroule en 2025.

### Manège d’Orange
Le Manège a été inauguré en 1986 dans la zone d’utilité publique d’Orange, sur les hauteurs de Belfond, à l’ouest du village. Il est l’œuvre de la Société de cavalerie de la vallée de Tavannes. Il accueille chaque année trois compétitions équestres : un concours d’attelage, un concours de dressage et un concours de saut d’obstacle. Il accueille également d’autres manifestations agricoles sous l’égide de la Fédération d’élevage bovin du Jura bernois.

### Motocross international de Pierre-Pertuis
En 1954, le Moto-Club de Tavannes met sur pied un 1er moto-cross extra-national qui réunit 28 participants. La victoire revient au pilote genevois Albert Courajod, auquel le chanteur Sarcloret va consacrer une chanson. L’épreuve prend de l’importance et s’internationalise avec la venue de concurrents étrangers. L’épreuve figure au calendrier du championnat de Suisse. Durant les bonnes années, elle rassemble jusqu'à 10000 spectateurs. Après des éditions perturbées par le mauvais temps, les organisateurs jettent l’éponge en 1980. En 1985, la mise sous protection de l’emplacement du tracé par l’Office de l'économie hydraulique du canton de Berne sonne définitivement le glas de cette compétition.

### Paul Haenni
Paul Haenni nait le 3 octobre 1914, à Tavannes. Il vient à l’athlétisme par hasard, après des débuts sportifs au sein du Football-Club Tavannes. Il excelle rapidement dans les deux disciplines de vitesse pure (100 mètres et 200 mètres) dans lesquelles il décroche de nombreux titres de champion de Suisse et il établit plusieurs records de Suisse. Il est alors sociétaire du Leichtathletik-Club Biel-Bienne. Durant son école de recrues, en 1934, il participe aux championnats d’Europe de Turin où il termine 4e sur la distance de 200 mètres. Lors des Jeux Olympiques de Berlin, en 1936, il obtient un 7e rang sur 100 mètres et un 4e rang sur 200 mètres, manquant la médaille de bronze pour quelques centièmes de seconde. Ces deux courses voient le triomphe du légendaire Jesse Owens. La carrière internationale de Paul Haenni s’interrompt durant la guerre. Il prend encore part à quelques épreuves après la fin des hostilités. En 1954, il fonde la Tennis-Club de Tavannes. Parallèlement, il travaille dans la fabrique d’horlogerie familiale Henex, dont il préside le conseil d’administration de 1969 à 1973. Il décède en août 1996 à Montana-Crans.

## Culture
Depuis le 9 septembre 1999, l'ancien cinéma Le Royal abrite un centre culturel.
Le fOrum culture est également basé à Tavannes.

## Personnalités
- Le pasteur Théophile Rémy Frêne est l'auteur d'un célèbre journal relatant la vie quotidienne à la fin du XVIIIe siècle.
- Théophile Voirol (1781-1853), citoyen de Tavannes, est devenu général sous Napoléon et a servi en Afrique du Nord.
- Henri Cobioni (1881-1912), pionnier de l'aviation.
- Pierre Chappuis (1930-2020), poète.
- Henri Frédéric Sandoz, fondateur de la Tavannes Watch CO
- Lydie Amie Farron (1816-1895), préceptrice en Russie, y est née.
- Jacques Müller, co-inventeur de la Swatch.
- Geneviève Aubry[32], femme politique